# Ouratea
Ouratea là một chi thực vật có hoa trong họ Ochnaceae.

## Hình ảnh

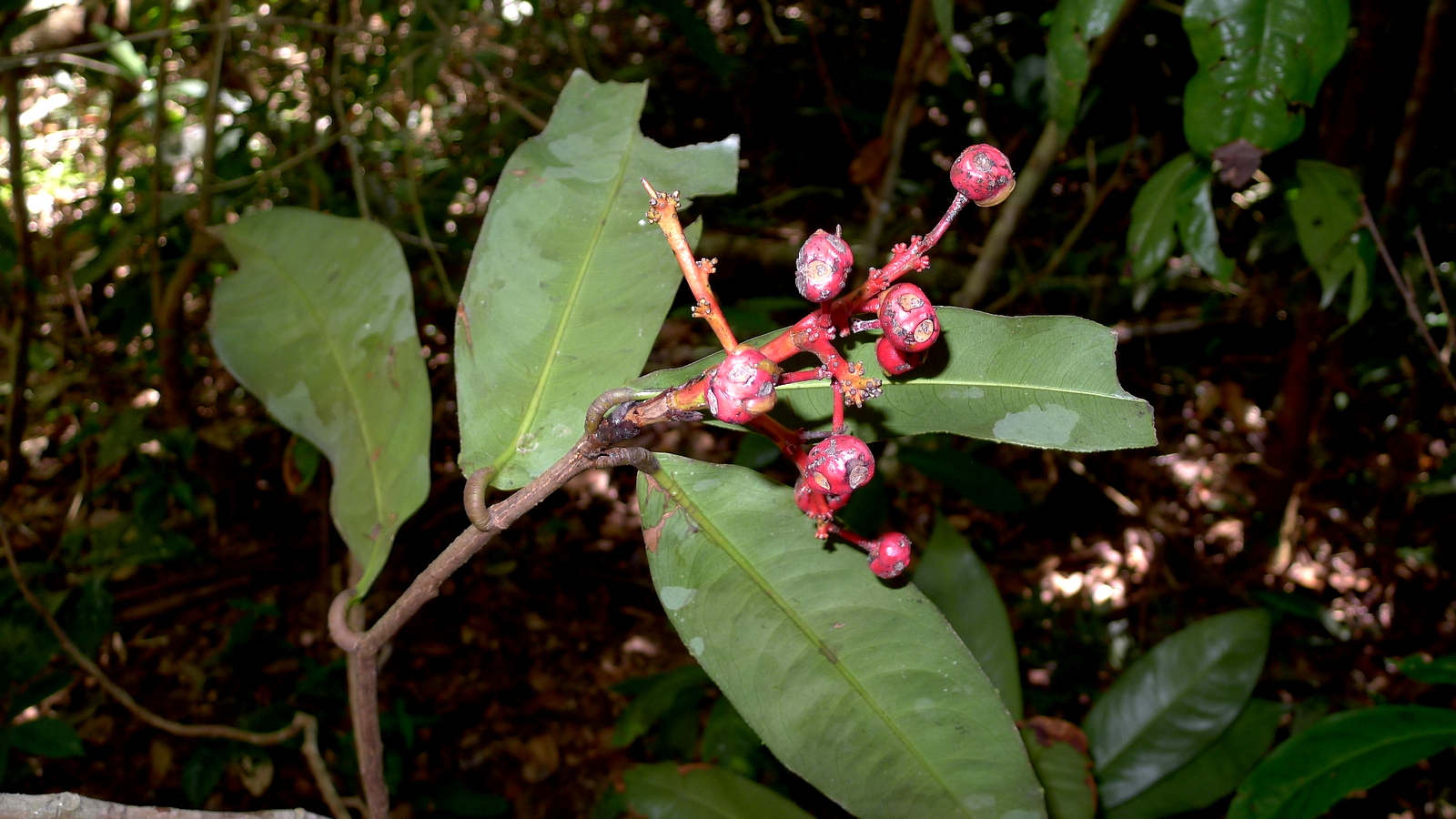
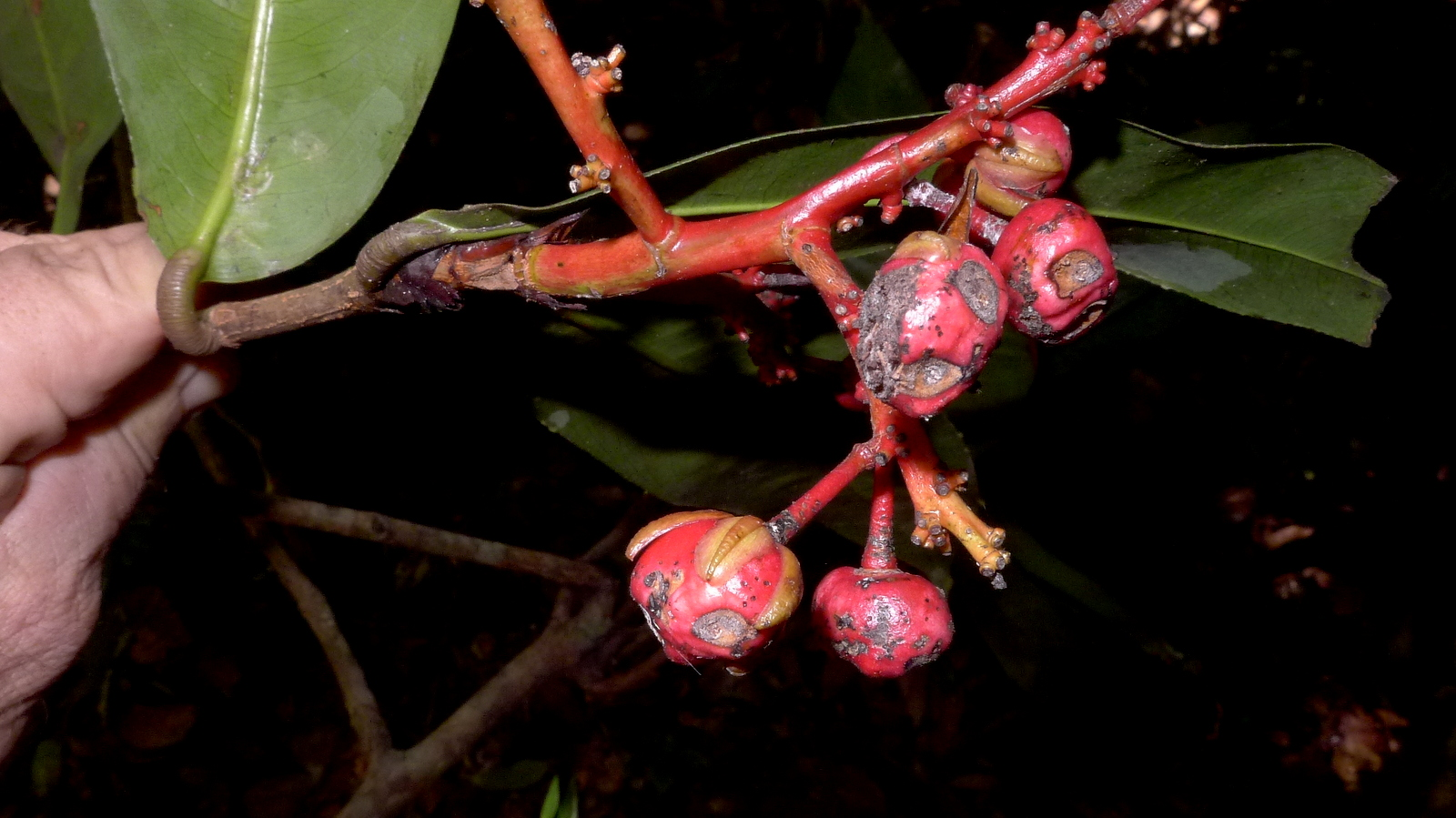
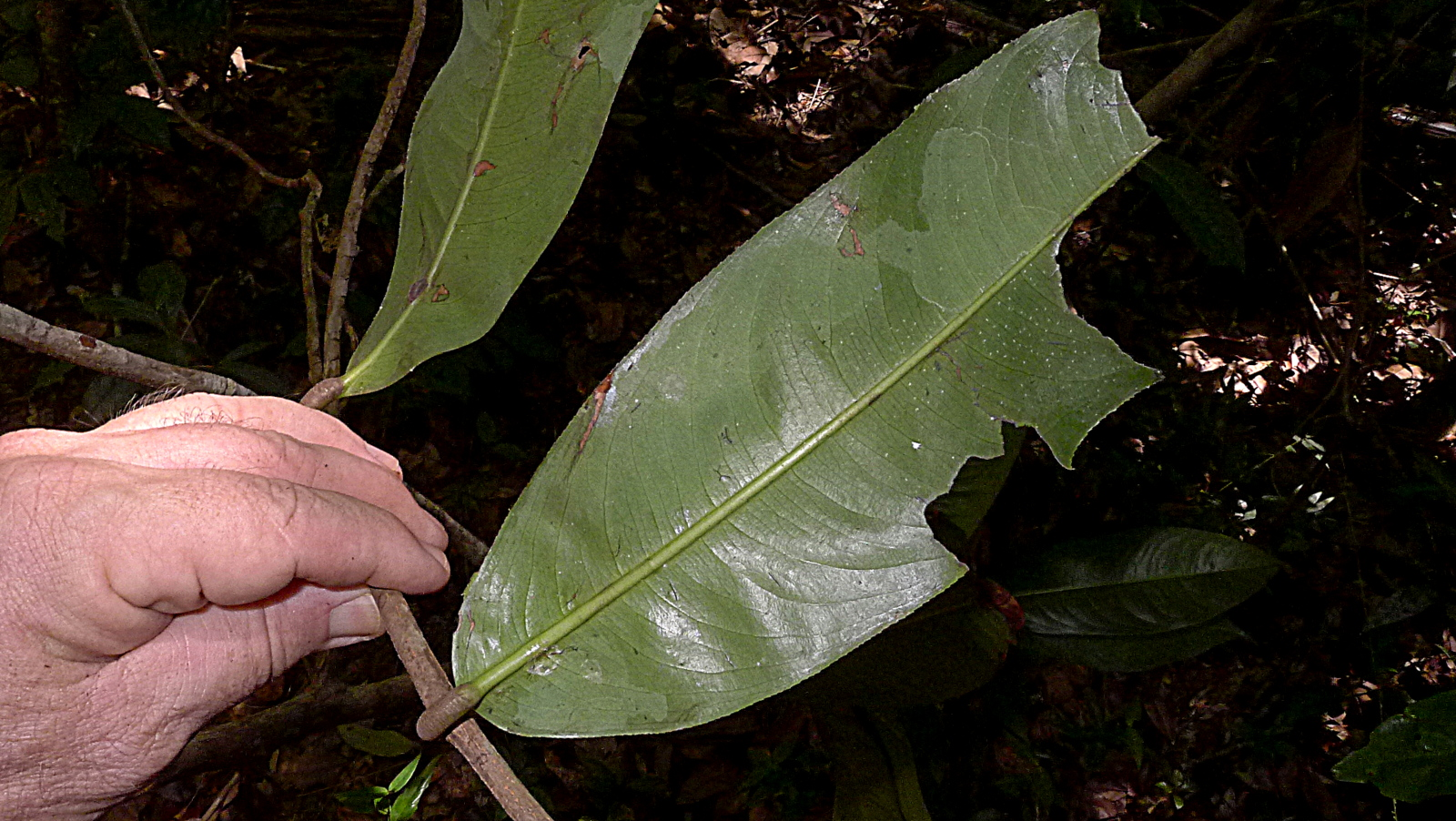
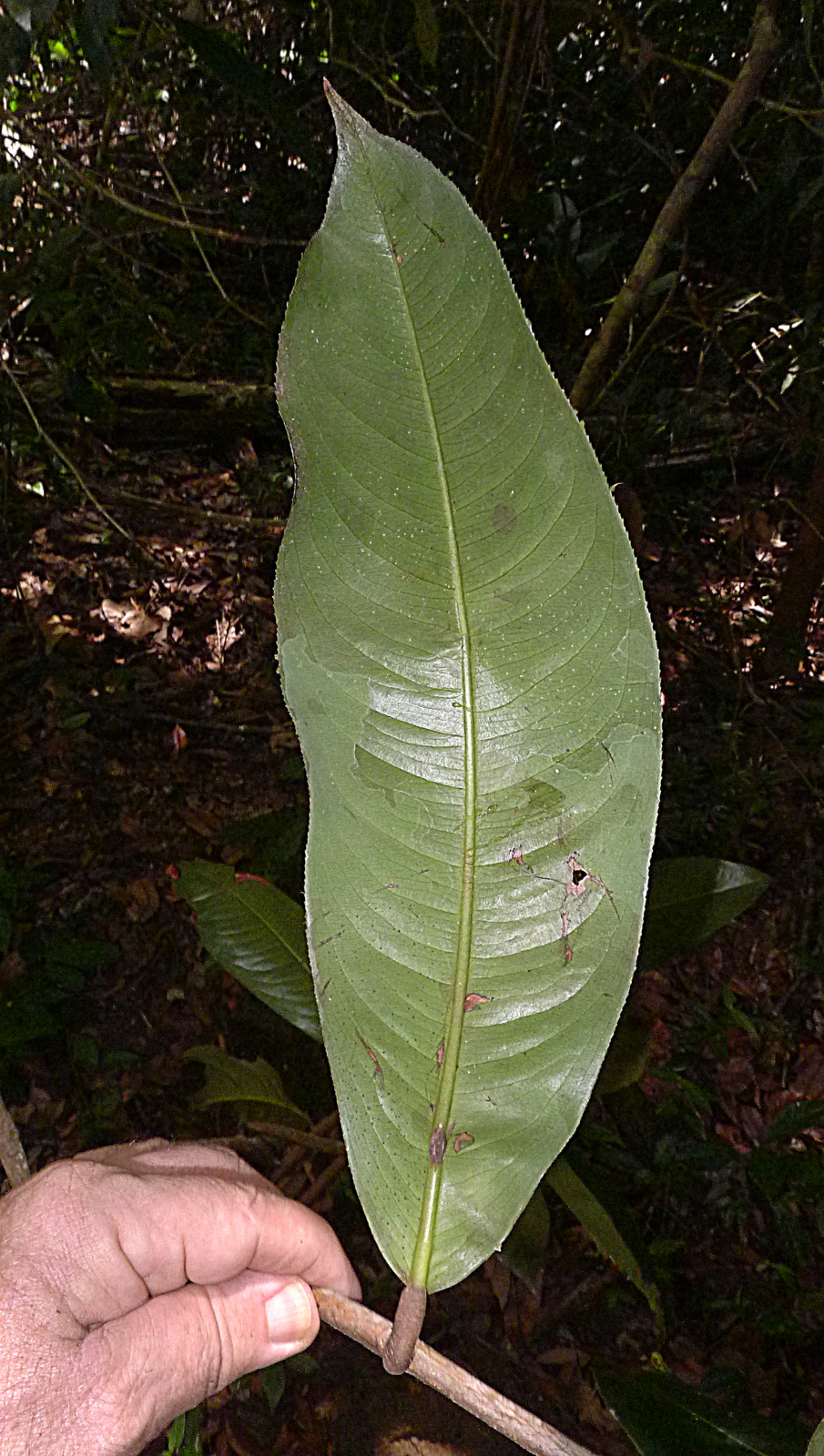

## Loài
Chi Ouratea gồm các loài: